# Liste der Olympiasieger im Skeleton
Die Liste der Olympiasieger im Skeleton listet alle Sieger sowie die Zweit- und Drittplatzierten bei Olympischen Winterspielen im Skeleton, gegliedert nach Männern und Frauen, seit 1928 auf. Im weiteren Teil werden alle Skeletonsportler, die mindestens eine Olympiamedaille gewonnen haben, aufgelistet. Den Abschluss bilden die einzelnen Nationenwertungen.

## Wettbewerbe
Die Wettbewerbe im Skeleton für die Männer als auch für die Frauen umfassen seit den Olympischen Winterspielen von Salt Lake City jeweils nur eine Disziplin:
- Einer der Männer bei den Spielen von 1928 und 1948 im offiziellen Wettkampfprogramm und regelmäßig seit den Spielen von 2002 mit insgesamt acht Wettbewerben.
- Einer der Frauen seit den Spielen von 2002 mit sechs Wettbewerben.

Bisher wurden vierzehn Goldmedaillen im Skeleton vergeben.

### Einer der Männer
| Olympia | Gold                 | Silber          | Bronze              |
| ------- | -------------------- | --------------- | ------------------- |
| 1928    | Jennison Heaton      | Jack Heaton     | David Carnegie      |
| 1948    | Nino Bibbia          | Jack Heaton     | John Crammond       |
| 2002    | Jim Shea             | Martin Rettl    | Gregor Stähli       |
| 2006    | Duff Gibson          | Jeff Pain       | Gregor Stähli       |
| 2010    | Jon Montgomery       | Martins Dukurs  | Alexander Tretjakow |
| 2014    | Alexander Tretjakow  | Martins Dukurs  | Matthew Antoine     |
| 2018    | Yun Sung-bin         | Nikita Tregubow | Dominic Parsons     |
| 2022    | Christopher Grotheer | Axel Jungk      | Yan Wengang         |

### Einer der Frauen
| Olympia | Gold              | Silber             | Bronze                |
| ------- | ----------------- | ------------------ | --------------------- |
| 2002    | Tristan Gale      | Lea Ann Parsley    | Alexandra Coomber     |
| 2006    | Maya Pedersen     | Shelley Rudman     | Mellisa Hollingsworth |
| 2010    | Amy Williams      | Kerstin Szymkowiak | Anja Huber            |
| 2014    | Elizabeth Yarnold | Noelle Pikus-Pace  | Jelena Nikitina       |
| 2018    | Elizabeth Yarnold | Jacqueline Lölling | Laura Deas            |
| 2022    | Hannah Neise      | Jaclyn Narracott   | Kimberley Bos         |

## Medaillengewinner
- Platzierung: Gibt die Reihenfolge der Athleten wieder. Diese wird durch die Anzahl der Goldmedaillen bestimmt. Bei gleicher Anzahl werden die Silbermedaillen verglichen und anschließend die errungenen Bronzemedaillen.
- Name: Nennt den Namen des Athleten.
- Land: Nennt das Land, für das der Athlet startete.
- Von: Das Jahr, in dem der Athlet die erste Medaille gewonnen hat.
- Bis: Das Jahr, in dem der Athlet die letzte Medaille gewonnen hat.
- Gold: Nennt die Anzahl der gewonnenen Goldmedaillen.
- Silber: Nennt die Anzahl der gewonnenen Silbermedaillen.
- Bronze: Nennt die Anzahl der gewonnenen Bronzemedaillen.
- Gesamt: Nennt die Anzahl aller gewonnenen Medaillen.

### Männer
| Platz | Name                 | Land                             | Von  | Bis  | Gold | Silber | Bronze | Gesamt |
| ----- | -------------------- | -------------------------------- | ---- | ---- | ---- | ------ | ------ | ------ |
| 1.    | Alexander Tretjakow  | Russland                         | 2010 | 2014 | 1    | —      | 1      | 2      |
| 2.    | Nino Bibbia          | Italien                          | 1948 | 1948 | 1    | —      | —      | 1      |
| 2.    | Duff Gibson          | Kanada                           | 2006 | 2006 | 1    | —      | —      | 1      |
| 2.    | Jennison Heaton      | Vereinigte Staaten               | 1928 | 1928 | 1    | —      | —      | 1      |
| 2.    | Jon Montgomery       | Kanada                           | 2010 | 2010 | 1    | —      | —      | 1      |
| 2.    | Jim Shea             | Vereinigte Staaten               | 2002 | 2002 | 1    | —      | —      | 1      |
| 2.    | Yun Sung-bin         | Südkorea                         | 2018 | 2018 | 1    | —      | —      | 1      |
| 2.    | Christopher Grotheer | Deutschland                      | 2022 | 2022 | 1    | —      | —      | 1      |
| 8.    | Jack Heaton          | Vereinigte Staaten               | 1928 | 1948 | —    | 2      | —      | 2      |
| 8.    | Martins Dukurs       | Lettland                         | 2010 | 2014 | —    | 2      | —      | 2      |
| 10.   | Jeff Pain            | Kanada                           | 2006 | 2006 | —    | 1      | —      | 1      |
| 10.   | Martin Rettl         | Österreich                       | 2002 | 2002 | —    | 1      | —      | 1      |
| 10.   | Nikita Tregubow      | Olympische Athleten aus Russland | 2018 | 2018 | —    | 1      | —      | 1      |
| 10.   | Axel Jungk           | Deutschland                      | 2022 | 2022 | —    | 1      | —      | 1      |
| 13.   | Gregor Stähli        | Schweiz                          | 2002 | 2006 | —    | —      | 2      | 2      |
| 14.   | Matthew Antoine      | Vereinigte Staaten               | 2014 | 2014 | —    | —      | 1      | 1      |
| 14.   | David Carnegie       | Großbritannien                   | 1928 | 1928 | —    | —      | 1      | 1      |
| 14.   | John Crammond        | Großbritannien                   | 1948 | 1948 | —    | —      | 1      | 1      |
| 14.   | Dominic Parsons      | Großbritannien                   | 2018 | 2018 | —    | —      | 1      | 1      |
| 14.   | Yan Wengang          | Volksrepublik China              | 2022 | 2022 | —    | —      | 1      | 1      |

### Frauen
| Platz | Name                  | Land               | Von  | Bis  | Gold | Silber | Bronze | Gesamt |
| ----- | --------------------- | ------------------ | ---- | ---- | ---- | ------ | ------ | ------ |
| 1.    | Elizabeth Yarnold     | Großbritannien     | 2014 | 2018 | 2    | —      | —      | 2      |
| 2.    | Tristan Gale          | Vereinigte Staaten | 2002 | 2002 | 1    | —      | —      | 1      |
| 2.    | Maya Pedersen-Bieri   | Schweiz            | 2006 | 2006 | 1    | —      | —      | 1      |
| 2.    | Amy Williams          | Großbritannien     | 2010 | 2010 | 1    | —      | —      | 1      |
| 2.    | Hannah Neise          | Deutschland        | 2022 | 2022 | 1    | —      | —      | 1      |
| 5.    | Lea Ann Parsley       | Vereinigte Staaten | 2002 | 2002 | —    | 1      | —      | 1      |
| 5.    | Noelle Pikus-Pace     | Vereinigte Staaten | 2014 | 2014 | —    | 1      | —      | 1      |
| 5.    | Shelley Rudman        | Großbritannien     | 2006 | 2006 | —    | 1      | —      | 1      |
| 5.    | Kerstin Szymkowiak    | Deutschland        | 2010 | 2010 | —    | 1      | —      | 1      |
| 5.    | Jacqueline Lölling    | Deutschland        | 2018 | 2018 | —    | 1      | —      | 1      |
| 5.    | Jaclyn Narracott      | Australien         | 2022 | 2022 | —    | 1      | —      | 1      |
| 10.   | Alexandra Coomber     | Großbritannien     | 2002 | 2002 | —    | —      | 1      | 1      |
| 10.   | Mellisa Hollingsworth | Kanada             | 2006 | 2006 | —    | —      | 1      | 1      |
| 10.   | Anja Huber            | Deutschland        | 2010 | 2010 | —    | —      | 1      | 1      |
| 10.   | Jelena Nikitina       | Russland           | 2014 | 2014 | —    | —      | 1      | 1      |
| 10.   | Laura Deas            | Großbritannien     | 2018 | 2018 | —    | —      | 1      | 1      |
| 10.   | Kimberley Bos         | Niederlande        | 2022 | 2022 | —    | —      | 1      | 1      |

## Nationenwertungen

### Gesamt
| Platz | Land                                              | Gold  | Silber | Bronze | Gesamt |
| ----- | ------------------------------------------------- | ----- | ------ | ------ | ------ |
| 1.    | Vereinigte Staaten                                | 3     | 4      | 1      | 8      |
| 2.    | Großbritannien                                    | 3     | 1      | 5      | 9      |
| 3.    | Deutschland                                       | 2     | 3      | 1      | 6      |
| 4.    | Kanada                                            | 2     | 1      | 1      | 4      |
| 5.    | Russland (inkl. Olympische Athleten aus Russland) | 1 (—) | 1 (1)  | 2 (—)  | 4      |
| 6.    | Schweiz                                           | 1     | —      | 2      | 3      |
| 7.    | Italien                                           | 1     | —      | —      | 1      |
| 7.    | Südkorea                                          | 1     | —      | —      | 1      |
| 9.    | Lettland                                          | —     | 2      | —      | 2      |
| 10.   | Australien                                        | —     | 1      | —      | 1      |
| 10.   | Österreich                                        | —     | 1      | —      | 1      |
| 12.   | Niederlande                                       | —     | —      | 1      | 1      |
| 12.   | Volksrepublik China                               | —     | —      | 1      | 1      |

### Männer
| Platz | Land                                              | Gold  | Silber | Bronze | Gesamt |
| ----- | ------------------------------------------------- | ----- | ------ | ------ | ------ |
| 1.    | Vereinigte Staaten                                | 2     | 2      | 1      | 5      |
| 2.    | Kanada                                            | 2     | 1      | —      | 3      |
| 3.    | Russland (inkl. Olympische Athleten aus Russland) | 1 (—) | 1 (1)  | 1 (—)  | 3      |
| 4.    | Deutschland                                       | 1     | 1      | —      | 2      |
| 5.    | Italien                                           | 1     | —      | —      | 1      |
| 5.    | Südkorea                                          | 1     | —      | —      | 1      |
| 6.    | Lettland                                          | —     | 2      | —      | 2      |
| 7.    | Österreich                                        | —     | 1      | —      | 1      |
| 8.    | Großbritannien                                    | —     | —      | 3      | 3      |
| 9.    | Schweiz                                           | —     | —      | 2      | 2      |
| 10.   | Volksrepublik China                               | —     | —      | 1      | 1      |

### Frauen
| Platz | Land               | Gold | Silber | Bronze | Gesamt |
| ----- | ------------------ | ---- | ------ | ------ | ------ |
| 1.    | Großbritannien     | 3    | 1      | 2      | 6      |
| 2.    | Deutschland        | 1    | 2      | 1      | 4      |
| 3.    | Vereinigte Staaten | 1    | 2      | —      | 3      |
| 4.    | Schweiz            | 1    | —      | —      | 1      |
| 5.    | Australien         | —    | 1      | —      | 1      |
| 6.    | Kanada             | —    | —      | 1      | 1      |
| 6.    | Niederlande        | —    | —      | 1      | 1      |
| 6.    | Russland           | —    | —      | 1      | 1      |